# Печетово
Пе́четово — деревня в Кимрском районе Тверской области России.
Входит в состав Печетовского сельского поселения и является его административным центром.

## География и транспорт
Деревня Печетово по автодорогам расположена в 38 км к северо-западу от города Кимры, в 46 км от железнодорожной станции Савёлово, и в 176 км от МКАД.
Деревня окружена массивом мелколиственных и хвойных лесов. Почва в деревне в большинстве своем относится к супесям, во многих местах присутствуют значительные залежи торфа. К северо-востоку от деревни находится Битюковское болото.
Ближайшие населенные пункты — деревни Ярославец, Шубино, Бересловлево и Биколово.

## История

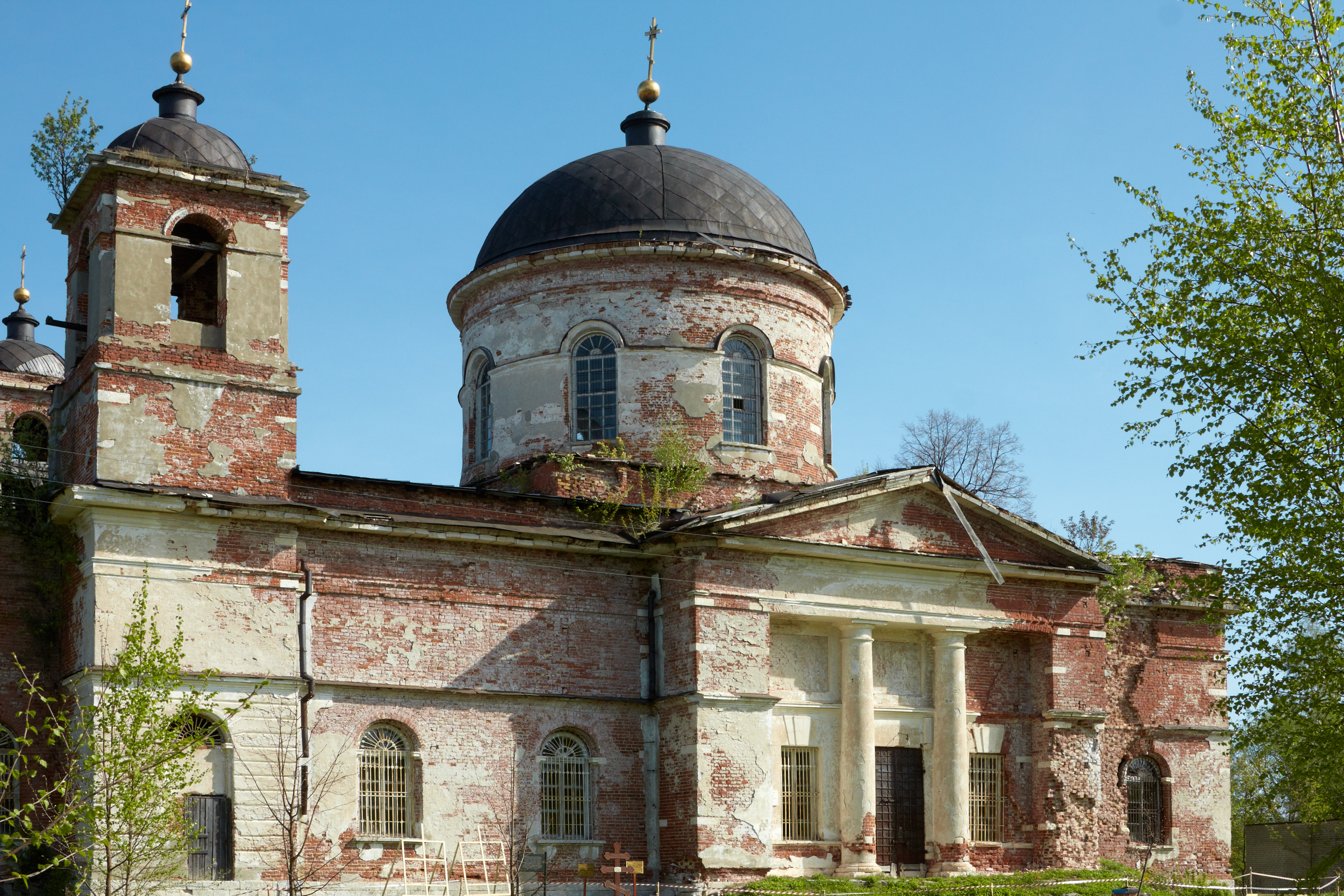
Церковь Димитрия Солунского. 2015 год

Храм в селе Печетове впервые упоминается в письменных источниках под 1628 годом. Тогда это была небольшая деревянная церковь в честь великомучеников Димитрия Солунского и Параскевы Пятницы. Рядом с ней позднее появился другой храм – в честь Николая Чудотворца, тоже деревянный. 22 августа 1752 г. обе церкви сгорели.
Дмитровская церковь с теплыми приделами Николая Чудотворца и Параскевы Пятницы возведена в 1835 году в имении героя Отечественной войны 1812 года Павла Васильевича Голенищева-Кутузова. Храм сооружен в память павших на полях сражений с французами воинов, построен по образцу полковой церкви в Санкт-Петербурге, где служил генерал П.В. Голенищев-Кутузов. 
В 1931 г. деревня Печетово вошла в состав Кимрского района, входящего в состав Московской области. В 1935 г. деревня вошла в состав новообразованной Калининской области.
С начала 90-х гг. деревня являлась центром Печетовского сельского округа (ликвидирован в 2006 г.).
В 2006 г. деревня Печетово вошла в состав новообразованного Печетовского сельского поселения и стала его административным центром.

## Население
| 1859 | 1887 | 2002 | 2010 |
| ---- | ---- | ---- | ---- |
| 118  | ↘89  | ↘80  | ↘54  |

## Экономика
СПК «Дружба» (с/х с развитием растениеводства).

## Достопримечательности
- Церковь Дмитрия Солунского, 1835 года постройки[7][2];
- Музей Голенищевых-Кутузовых и 1812—1814 гг.;
- Мемориал Великой Отечественной войны.

## Учреждения
До 2009 года в деревне Печетово находились:
- МОУ Печетовская начальная школа (закрыта в 2009 г.);
- МОУ Печетовская основная общеобразовательная школа (закрыта в 2008 г.);

На момент 2018 г. жители деревни ездят в среднюю общеобразовательную школу деревни Неклюдово, а также в город Кимры. За медицинскими услугами — в деревенский ФАП, а также в город Кимры.
Ближайший банкомат и отделение Сбербанка находятся в городе Кимры.
Перечень учреждений, находящихся в деревне в 2018 г.:
- Печетовский ФАП;
- Печетовский ЦКиД;
- Печетовский филиал библиотеки;
- Отделение связи;
- Продуктовый магазин.